# Meaja
Se llama meaja a cierta antigua moneda que circulaba en España que al menos durante algún tiempo se reguló del siguiente modo: cada maravedí (que ha tenido diferente valor) valía seis dineros y cada dinero, equivalía a seis meajas. 
Consta en ciertas ordenanzas de Toledo en donde se les llama tremises. La traducción el fuero juzgo llama meaja de oro al tercio de un sueldo de oro que es de trece partes de peso de un adarme. 